# Peter Erftemeijer
Peter Erftemeijer (Hoorn, 9 augustus 1956) is een Nederlandse beeldhouwer.

## Leven en werk
Erftemeijer studeerde aan de Koninklijke Academie in Den Haag en de Rijksakademie van beeldende kunsten in Amsterdam. In 1979 behaalde hij de tweede prijs voor beeldhouwkunst bij de Prix de Rome. Zijn beelden zijn figuratief en geven op schetsmatige wijze zijn onderwerp weer, vaak de mens in zijn dagelijks handelen. In de openbare ruimte van de Noordbrabantse stad Helmond zijn zeven werken van Erftemeijer te zien.

## Werken in de openbare ruimte (selectie)
- 1987 Ruiter te paard, Helmond
- 1987 De lopende man, Zutphen
- 1991 Lopende man, Helmond
- 1992 Vrouw op stoel, Helmond
- 1993 De wandelaar, Harderwijk
- 1995 Vissersvrouwen, Zwartewaal
- 1998 Vrouw in balans, Helmond
- 2001 Drie figuren op straat, Amsterdam
- 2002 De glasblazer van Leerdam, Leerdam
- 2005 Onderweg naar water, Helmond
- 2008 Kunstenaarskolonie, Katwijk aan Zee
- 2016 Wervianen, Den Helder
- De ontmoeting, Helmond
- De dans, Helmond

## Afbeeldingen

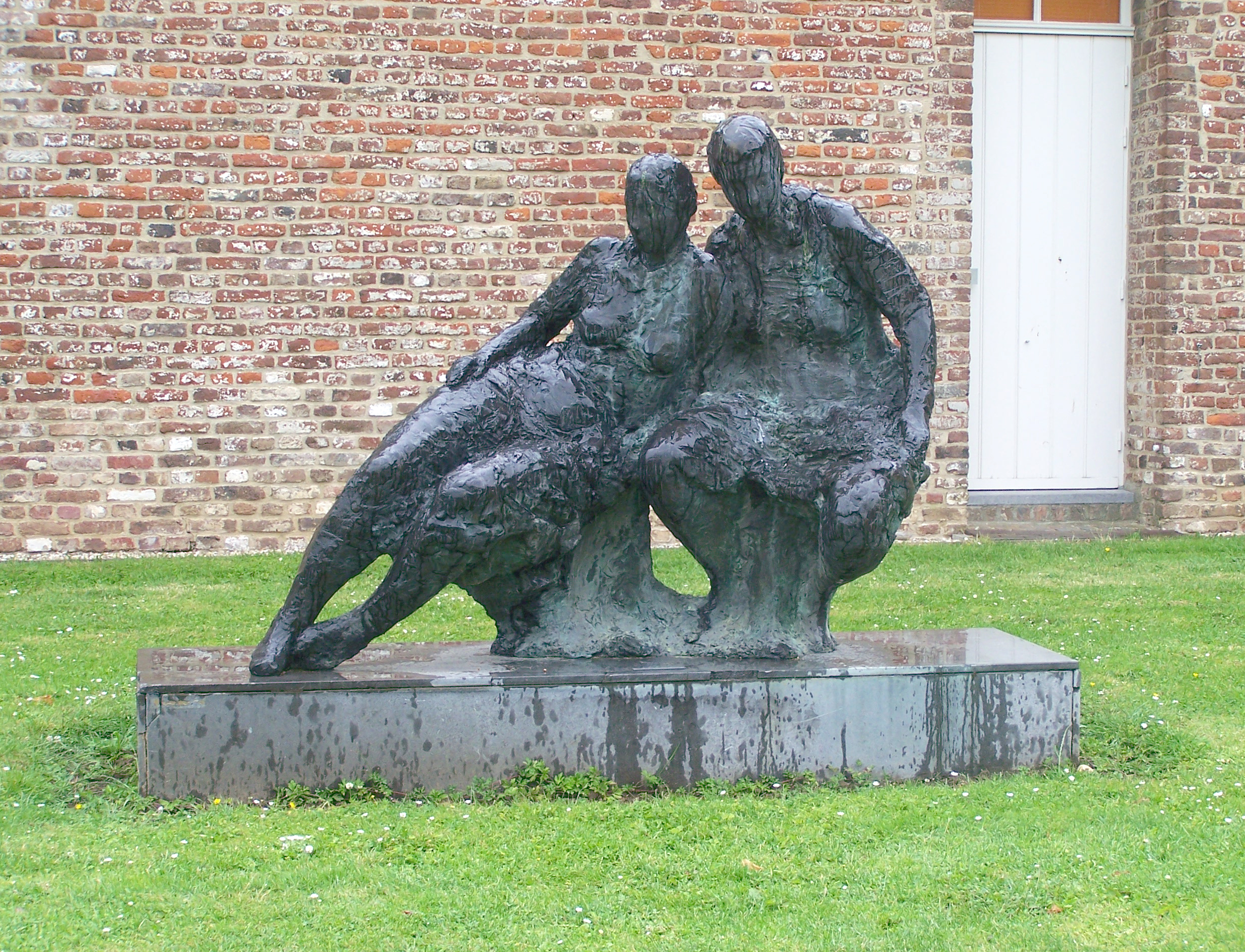
Twee zittende vrouwen (1993), Mechelen
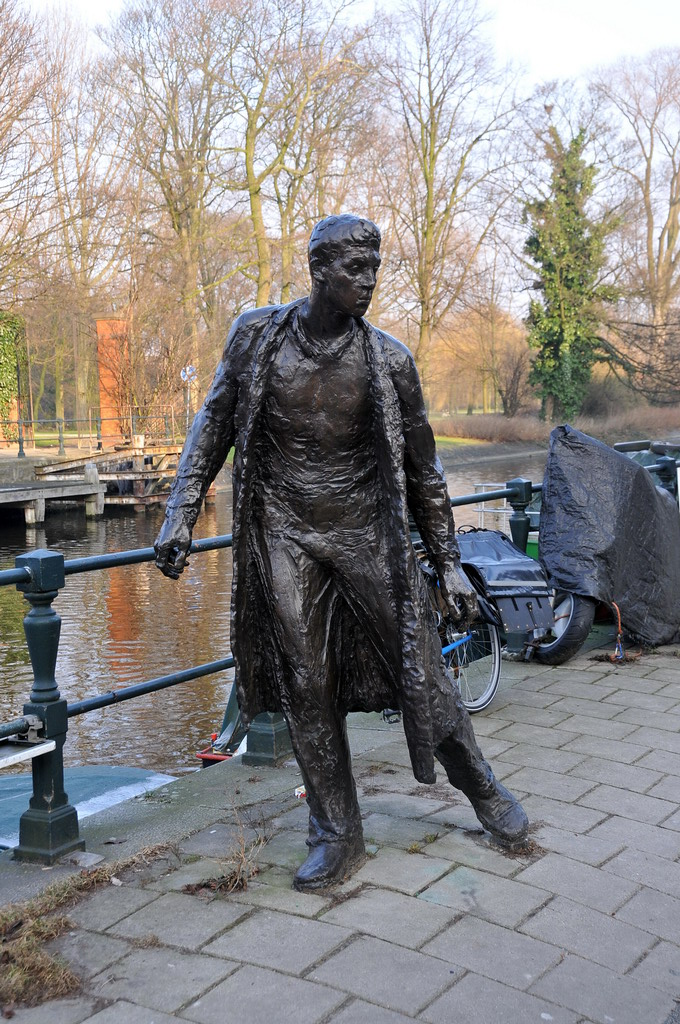
Drie figuren op straat (2001, detail), Amsterdam
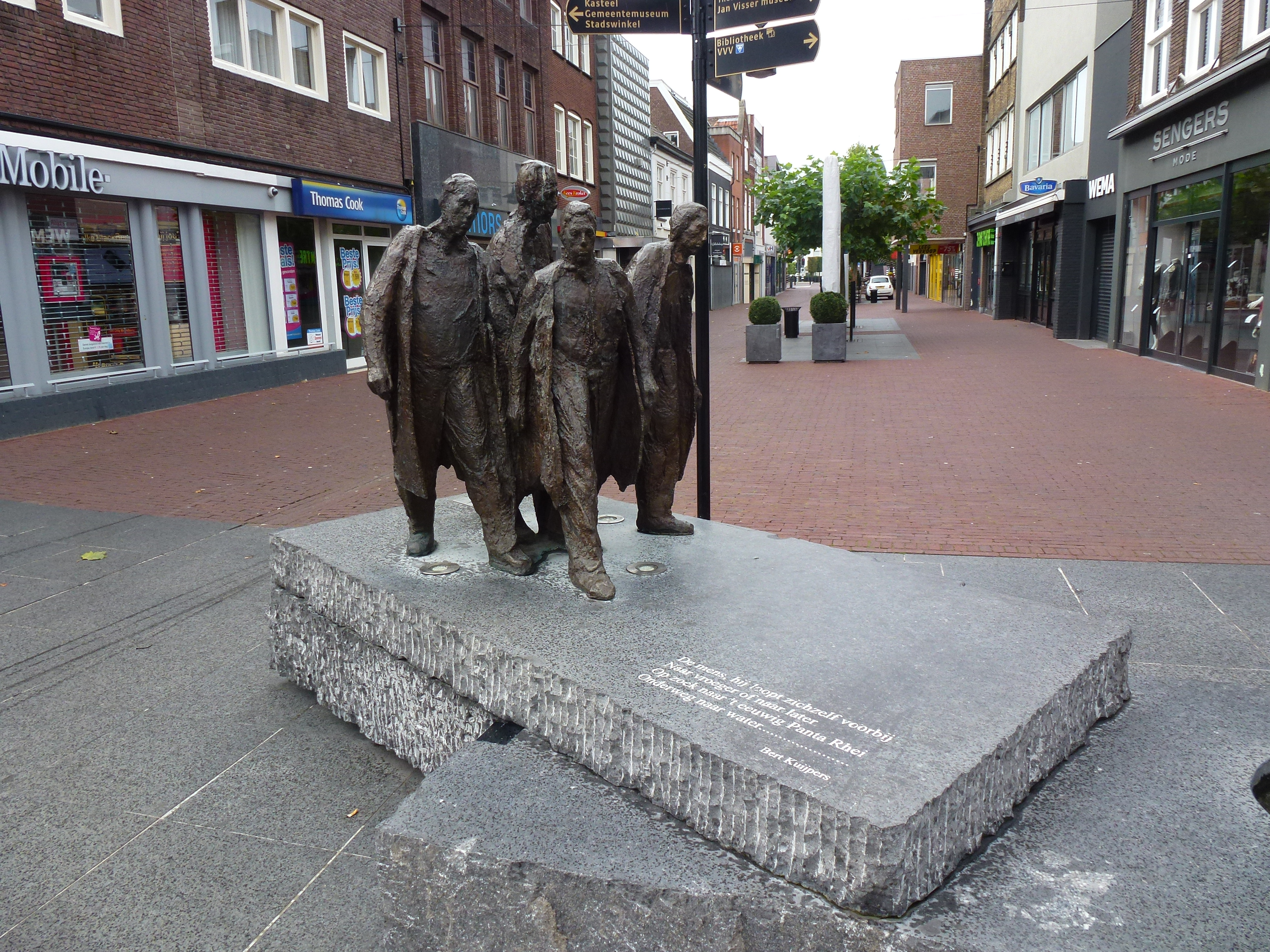
Onderweg naar water (2005), Helmond